# Stoker
Stoker är en mekanisk anordning som matar in fast bränsle som kol, koks, flis eller pellets i en eldningspanna för förbränning. De är vanliga på ånglok efter 1900 och används även på ångpannor i fartyg och kraftverk. De är nu kända som spridare och används idag, särskilt i ugnar som drivs med träpellets eller avfall.

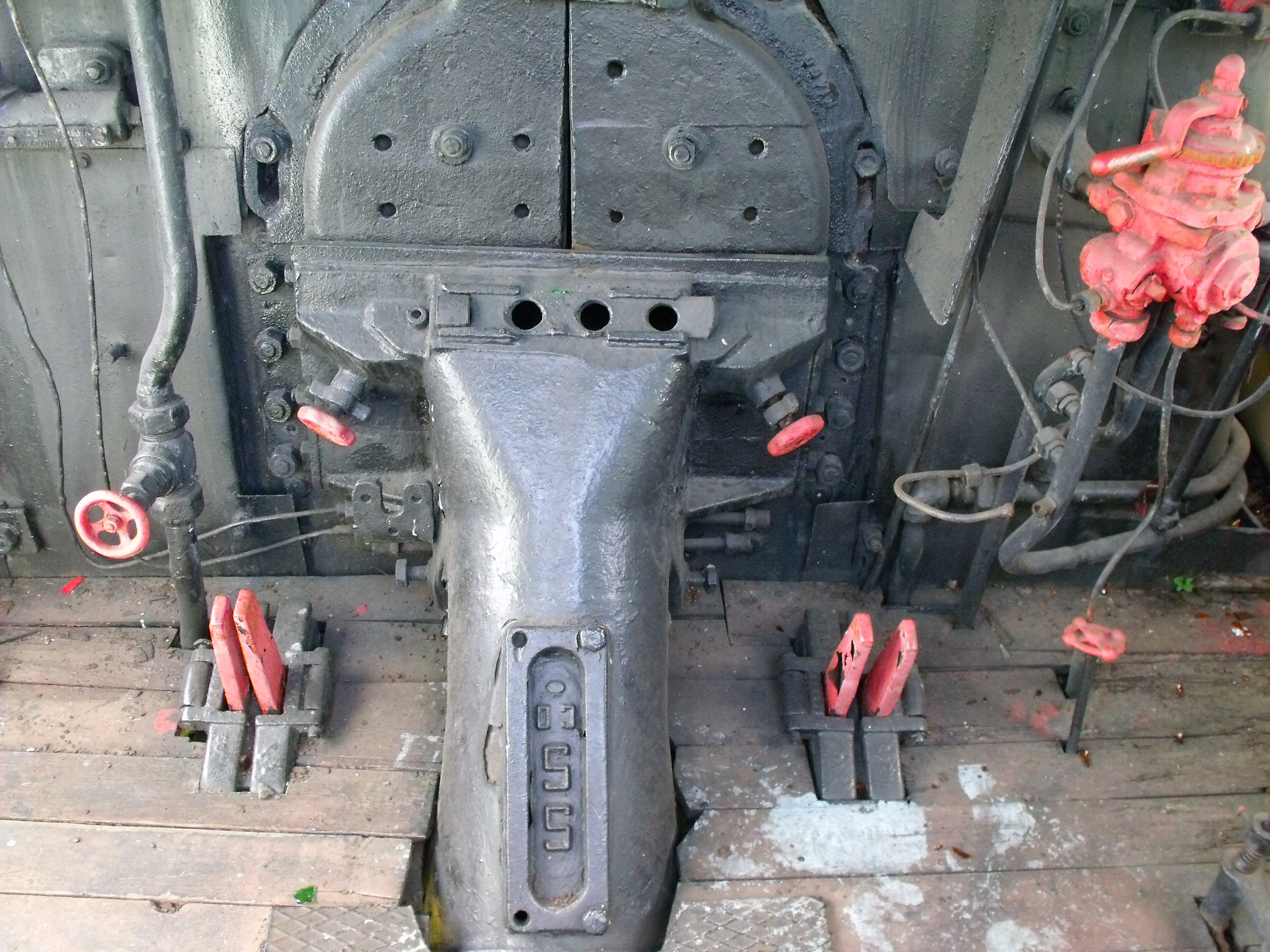
Ugnsänden på en polsk mekanisk stoker som går in i en ångloksbrännkammare.

Det finns tre typer av stoker: övermatning, undermatning och korsmatning. Övermatningen levererar kol till toppen av kolen som redan finns i förbränningsrummet på samma sätt som en människa som arbetar med en skyffel. Undermataren trycker in färskt kol i botten av ugnen och för det sedan uppåt så att det blandas med det brinnande kolet ovanför.
De mekaniska medel som används är, beroende på konstruktion, kombinationer av skruvmatning, transportband, skopkedja, skovel och kolv. Ångstrålar från pannan eller en mekanisk katapult kan också användas för att kasta kol längst ut i ugnen.

## Användning i ånglok
De begränsade arbetsförhållandena för en lokeldare gjorde att den tidigaste utvecklingen av stokern ägde rum i denna tillämpning. Konstruktörer försökte maximera effektuttaget i loket genom att mata kol i en hastighet som var snabbare än eldaren kunde skotta.
I lokomotiv drevs stokern vanligtvis av en liten ångmaskin placerad i tendern och hämtade ånga från huvudpannan.
I tidiga konstruktioner skulle kolet fortfarande skyfflas av eldaren i en tratt som matade det in i en kross och varefter en skruvmatare eller skophiss lyfte det pulveriserade kolet till ett läge där det mekaniskt kunde spridas över eldstadens brinnande kol genom att en spridare. Spridaren kan vara ångstrålar, mekaniska armar eller en snabbt roterande platta.
Senare konstruktioner mekaniserade också hämtningen av kolet från tendern med hjälp av ångkolvdrivna påskjutare och/eller en spiralskruv. 

### Några ovanliga typer
- Den tidigaste praktiska konstruktionen är från 1905 och var känd som Crawford efter D.F. Crawford, superintendent vid Lines West vid Pennsylvania Railroad. Denna använde ett system av paddlar för att driva kol framåt och mata in det i eldstaden på rostnivå.[5]

- Street - typen, bestod av en kolkross, handmatad av eldaren, som monterades på den främre vänstra sidan av den mjuka fotplattan och drevs av en liten ångmaskin monterad bakom handbromspelaren. Det krossade kolet föll sedan av tyngdkraften ner i en ränna som ledde till en mottagningsbehållare som var monterad under lokets bakre buffertbalk, varifrån den plockades upp av en skophiss som rörde sig i stora rör. De fulla skoporna bars upp i det vänstra röret monterat på baksidan av eldstaden, tömdes i en central mottagare och gick sedan ner i det högra röret.

- Duplex - typen tillverkades av Locomotive Stoker Company, Pittsburgh, PA. Den använde en skruvmatning för att föra fram kol från tendern, och sedan två vertikala skruvmatningar för att höja det till vänster och höger sida av eldstaden.